# Пълнена паста в Италия
Пълнената паста (на италиански: Pasta ripiena) е вид паста, състояща се от една кора (сфоля), със или без яйце, пълнена с месо, риба, зеленчуци или сирене.
Историческият произход на пълнената паста е в италианските ренесансови дворове. За разлика от Италия в Азия често се използва паста без яйца и готвене на пара, както и други видове брашна и пълнежи.
Пълнената паста е традиционно разпространена в Централна и Северна Италия, но най-известните специалитети са предимно в Паданската низина на север.
- В регион Пиемонт се произвеждат пиемонтски аньолоти, съдържащи смес от задушено месо във вино Бароло или печени меса.
- В регион Ломбардия съществува традицията на casonsei (казончели) с характерната им форма на бонбон, на кремонските марубини и на аньолотите от Павия със смес от задушено говеждо по павийски.
- В регион Лигурия се произвеждат равиоли на основата на сурови меса, сирене и пореч, както и Панзоти и Малки фокачи със сирене (Фокачете ал формаджо).
- В град Мантуа са известни тиквените тортели.
- В Емилия са известни тортелините, съдържащи Пармско прошуто, в района на Пиаченца и Парма – анолините, а в района на Ферара - капелетите.
- В Романя са традиционни капелетите с пълнеж на основата на рикота и различни сирена.
- Панцерото е форма на паста, която има също форма на полумесец, и която съдържа пълнеж без месо. Тя е широко разпространена във Венето и по Адриатическото крайбрежие. Не трябва да се бърка с Панцерото от Пулия, което е разновидност на пицата, подобна на калцоне.
- В Сардиния са традиционни Кулурджонес.
- Картофените тортели са традиционни за регион Тоскана.

Това каталогизиране е изключително обобщено: всъщност има голям брой местни рецепти с важни разлики. Използваната терминология също е изключително разнородна и не е необичайно един и същ продукт да се нарича „тортелино“ в една местност и „равиоли“ на няколко километра по-далеч, или продуктите с различни форми и съдържание да могат да имат едно и също название на различни места.
Равиолите в Романя понякога се наричат „тортели“. В Пиемонт тортелините са особено големи, с постен пълнеж и се наричат „тортелони“.
От друга страна разграничението между „равиоли“ и „аньолоти“ като цяло е валидно въз основа на факта, че първият вид обикновено съдържа пълнеж от сурово месо, а вторият – пълнеж от печено или задушено месо.

## Форми на италианска пълнена паста
Това е списък с някои от най-известните форми и имена, приемани от пъленаната яйчена паста в различните регионални варианти:
- Павийски аньолоти (agnolotti pavesi)
- Пиемонтски аньолоти (agnolottti piemontesi)
- Анолини (anolini)
- Аньолини (agnolini)
- Капелети (cappeletti)
- Капелачи (cappellacci)
- Казончели (casoncelli)
- Карсонс (cjarsons)
- Кулурджонес (culurjones)
- Фаготини (fagottini)
- Марубини (marubini)
- Панзоти (pansoti)
- Панцерото (Panzerotto)
- Равиоли (ravioli)
- Тортели (tortelli)
- Тортелини (tortellini)
- Тортелони (tortelloni)